# Andrij Honczar
Andrij Wasylowycz Honczar, ukr. Андрій Васильович Гончар (ur. 15 marca 1985 w Oczakowie, w obwodzie mikołajowskim Ukraińska SRR) – ukraiński piłkarz, grający na pozycji obrońcy.

## Kariera piłkarska

### Kariera klubowa
Wychowanek klubów CSKA Kijów i RWUFK Kijów, barwy których bronił w juniorskich mistrzostwach Ukrainy (DJuFL). W 2002 rozpoczął karierę piłkarską w białoruskim Dniapro Mohylew, w którym występuje nadal.

## Sukcesy i odznaczenia

### Sukcesy klubowe
- brązowy medalista Mistrzostw Białorusi: 2009[2].